# Livesport Prague Open 2023 - Qualificazioni singolare
Le qualificazioni del singolare del Livesport Prague Open 2023 sono state un torneo di tennis preliminare per accedere alla fase finale della manifestazione. Le vincitrici dell'ultimo turno sono entrate di diritto nel tabellone principale. In caso di ritiro di una o più giocatrici aventi diritto, a questi sono subentrati i Lucky loser, ossia le giocatrici che hanno perso nell'ultimo turno ma che avevano una classifica più alta rispetto alle altre partecipanti che avevano comunque perso nel turno finale.

## Teste di serie
1. Tamara Korpatsch (qualificata)
2. Greet Minnen (primo turno)
3. Viktória Hrunčáková (qualificata)
4. Nao Hibino (ultimo turno, lucky loser)
5. Dajana Jastrems'ka (qualificata)
6. Elvina Kalieva (qualificata)

1. Rebecca Šramková (primo turno)
2. Emiliana Arango (qualificata)
3. Katarina Zavac'ka (primo turno)
4. Ankita Raina (ultimo turno, lucky loser)
5. Sinja Kraus (primo turno)
6. Chloé Paquet (ultimo turno)

### Qualificate
1. Tamara Korpatsch
2. Gabriela Knutson
3. Viktória Hrunčáková

1. Emiliana Arango
2. Dajana Jastrems'ka
3. Elvina Kalieva

### Lucky loser
1. Nao Hibino

1. Ankita Raina

## Tabellone

### Legenda
| - Q = Qualificato - WC = Wild card - LL = Lucky loser | - ALT = Alternate - SE = Special Exempt - PR = Protected Ranking | - w/o = Walkover - r = Ritirato - d = Squalificato |

### Sezione 1
|  | Primo turno | Primo turno       | Primo turno       | Primo turno | Primo turno |  |  | Ultimo turno | Ultimo turno     | Ultimo turno     | Ultimo turno | Ultimo turno |  |
|  |             |                   |                   |             |             |  |  |              |                  |                  |              |              |  |
|  | 1           | Tamara Korpatsch  | Tamara Korpatsch  | 6           | 6           |  |  |              |                  |                  |              |              |  |
|  | WC          | Nikola Bartůňková | Nikola Bartůňková | 4           | 1           |  |  | 1            | Tamara Korpatsch | Tamara Korpatsch | 6            | 6            |  |
|  |             | Dominika Šalková  | Dominika Šalková  | 6           | 6           |  |  |              | Dominika Šalková | Dominika Šalková | 3            | 2            |  |
|  | 7           | Rebecca Šramková  | Rebecca Šramková  | 1           | 4           |  |  |              |                  |                  |              |              |  |

### Sezione 2
|  | Primo turno | Primo turno      | Primo turno      | Primo turno | Primo turno |  |  | Ultimo turno | Ultimo turno     | Ultimo turno     | Ultimo turno | Ultimo turno |  |
|  |             |                  |                  |             |             |  |  |              |                  |                  |              |              |  |
|  | 2           | Greet Minnen     | Greet Minnen     | 3           | 3           |  |  |              |                  |                  |              |              |  |
|  |             | Gabriela Knutson | Gabriela Knutson | 6           | 6           |  |  |              | Gabriela Knutson | Gabriela Knutson | 6            | 6            |  |
|  |             | Naiktha Bains    | Naiktha Bains    | 6           | 6           |  |  |              | Naiktha Bains    | Naiktha Bains    | 3            | 2            |  |
|  | 11          | Sinja Kraus      | Sinja Kraus      | 4           | 2           |  |  |              |                  |                  |              |              |  |

### Sezione 3
|  | Primo turno | Primo turno         | Primo turno         | Primo turno | Primo turno |  |  | Ultimo turno | Ultimo turno        | Ultimo turno        | Ultimo turno | Ultimo turno |  |
|  |             |                     |                     |             |             |  |  |              |                     |                     |              |              |  |
|  | 3           | Viktória Hrunčáková | Viktória Hrunčáková | 6           | 6           |  |  |              |                     |                     |              |              |  |
|  | WC          | Renata Voráčová     | Renata Voráčová     | 2           | 2           |  |  | 3            | Viktória Hrunčáková | Viktória Hrunčáková | 6            | 6            |  |
|  |             | Jessie Aney         | Jessie Aney         | 62          | 2           |  |  | 12           | Chloé Paquet        | Chloé Paquet        | 2            | 4            |  |
|  | 12          | Chloé Paquet        | Chloé Paquet        | 7           | 6           |  |  |              |                     |                     |              |              |  |

### Sezione 4
|  | Primo turno | Primo turno     | Primo turno    | Primo turno | Primo turno |  |  | Ultimo turno | Ultimo turno    | Ultimo turno | Ultimo turno | Ultimo turno |  |
|  |             |                 |                |             |             |  |  |              |                 |              |              |              |  |
|  | 4           | Nao Hibino      | Nao Hibino     | 6           | 6           |  |  |              |                 |              |              |              |  |
|  |             | Yana Morderger  | Yana Morderger | 3           | 3           |  |  | 4            | Nao Hibino      | 6            | 1            | 0            |  |
|  |             | Mona Barthel    | 5              | 7           | 5           |  |  | 8            | Emiliana Arango | 3            | 6            | 6            |  |
|  | 8           | Emiliana Arango | 7              | 63          | 7           |  |  |              |                 |              |              |              |  |

### Sezione 5
|  | Primo turno | Primo turno        | Primo turno        | Primo turno | Primo turno |  |  | Ultimo turno | Ultimo turno       | Ultimo turno       | Ultimo turno | Ultimo turno |  |
|  |             |                    |                    |             |             |  |  |              |                    |                    |              |              |  |
|  | 5           | Dajana Jastrems'ka | Dajana Jastrems'ka | 6           | 6           |  |  |              |                    |                    |              |              |  |
|  | WC          | Tereza Valentová   | Tereza Valentová   | 1           | 4           |  |  | 5            | Dajana Jastrems'ka | Dajana Jastrems'ka | 6            | 6            |  |
|  | WC          | Amélie Šmejkalová  | Amélie Šmejkalová  | 3           | 2           |  |  | 10           | Ankita Raina       | Ankita Raina       | 0            | 0            |  |
|  | 10          | Ankita Raina       | Ankita Raina       | 6           | 6           |  |  |              |                    |                    |              |              |  |

### Sezione 6
|  | Primo turno | Primo turno        | Primo turno | Primo turno | Primo turno |  |  | Ultimo turno | Ultimo turno       | Ultimo turno       | Ultimo turno | Ultimo turno |  |
|  |             |                    |             |             |             |  |  |              |                    |                    |              |              |  |
|  | 6           | Elvina Kalieva     | 3           | 6           | 6           |  |  |              |                    |                    |              |              |  |
|  |             | Anna Sisková       | 6           | 2           | 4           |  |  | 6            | Elvina Kalieva     | Elvina Kalieva     | 6            | 6            |  |
|  |             | Tayisiya Morderger | 6           | 3           | 6           |  |  |              | Tayisiya Morderger | Tayisiya Morderger | 2            | 3            |  |
|  | 9           | Katarina Zavac'ka  | 4           | 6           | 4           |  |  |              |                    |                    |              |              |  |